# التعليم في النرويج
يتمتع التعليم وتطوير المهارات بأولوية سياسية كبيرة في النرويج، والهدف من هذا هو الحصول على نظام تعليمي متميز وذلك عن طريق الحصول على أكبر مزيج ممكن من المستوي الأكاديمي العالي بالإضافة إلى أكبر نسبة من المتعلمين. وينتج عن تحقيق هذا الهدف الوصول إلى مقياس تربوي عام عالي وتحسين نوعية حياة السكان. كما أنه شرط أساسي لزيادة معدلات الإنتاج وتحقيق التقدم والرفاهية للمجتمع النرويجي.

## المبدأ الأساسي لنظام التعليم
من المبادئ الأساسية للسّياسة التّربوية النّرويجية أنّ كل الأطفال والشباب لديهم الحق بالتّربية والتدريب بصرف النظر عن المسكن، الجنس، الحالة الاجتماعية أو الخلفية الثقافية. ويتم تقديم التعليم بشكل مجاني. وقد سيطرت الإصلاحات على القطاع التّربوي في السّنوات الأخيرة. والهدف منها هو الوصول إلى نظام تربوي مرن يؤمن نطاق عريض من الكفاءة ويعدّ لمجتمع يخضع إلى تغيرات مستمرة. إضافة إلى تحقيق هدف جعل نظام المدرسة لامركزي.(1) حقائق حول النظام التعليمي في النرويج:
• إن ميزانية التعليم في النرويج تعادل حوالي 6.8 بالمائة من إجمالي الإنتاج المحلي.
• حوالي 900 ألف شخص يدرسون حاليا في مراحل التعليم المختلفة بالإضافة إلى أكثر من مليون شخص يلتحقون سنويا بفصول تعليم البالغين.
• ارتفع في السنوات الأخيرة المستوي التعليمي للسكان فحوالي 83% من السكان الذين تتراوح أعمارهم بين 25 و 64 حصلوا على التعليم بالإضافة إلى مرحلة التعليم الأساسي. وحوالي 54% من الشباب فوق عمر 16 تخرجوا من الثانوية العليا في حين 26% حصلوا على التعليم الجامعي.
• خلال العام الدراسي 2002-2003 حوالي 600 ألف طالب مسجلين في المدارس الابتدائية والمتوسطة (مرحلة ما قبل الثانوي) مقابل 12 ألف طالب مسجلين في المدارس الخاصة لمستوى ما قبل الثانوي. كما أن حوالي 160 ألف طالب التحقوا بالمرحلة الثانوية العليا مقابل 9 آلاف سجلوا بالمدارس الثانوية العليا الخاصة.(2)
• يوجد حوالي 3300 مدرسة ابتدائية ومدرسة لتعليم ما قبل الثانوي وحوالي 51 ألف مدرس في هذة المدارس. وحوالي 505 مدرسة ثانوية ويدرس فيها قرابة 22 ألف مدرس، إضافة إلى حوالي 170 ألف طالب ملتحق بالكليات والمعاهد. ومن الملاحظ أن عدد الطلاب قد زاد بمعدل حوالي 70% من سنة 1988 وحتى سنة 1998 وبالإضافة إلى هذا يوجد حوالي 15 ألف طالب نرويجي يدرس في الخارج على نفقة الدولة وحوالي 9000 طالب أجنبي يدرس داخل النرويج أيضا على نفقة الدولة.(3)

## الإصلاح التربوي
من الملاحظ أن العديد من التغيرات والإصلاحات تمت في جميع مراحل التعليم النرويجي. بالإضافة إلى زيادة الاختيارات المتاحة في نظام التعليم وتحسين جودة التعليم عامة وهذة الإصلاحات تهدف إلى خلق نظام تعليمي أكثر توحيدا وتماسكا وجودة من ذي قبل. واعتبارا من خريف 1994 أعطت الحكومة الحق لجميع الشباب الذين تتراوح أعمارهم بين 16-19 سنة في الحصول على التعليم الثانوي العام، ويزود هذا التعليم عادة الطلاب بمهارات مهنية ويؤهلهم للتعليم الجامعي. وقد تم تأسيس شبكة نرويجية تشمل كل أنحاء النروج وتربط المؤسسات المختلفة للتعليم العالي مع بعضها. كما يجري تنقيح وتنسيق لتدريبات المعلم وكذلك مراجعة للقوانين المتعلقة بالتربية. وفي العام الدراسي 97-98 أصبح التعليم الإلزامي يبدأ من عمر 6 سنوات بدلاً من 7. وفي نفس العام تمت إضافة سنة للتعليم الابتدائي والثانوي الأدنى فأصبح مستمر لمدة 10 سنوات. وتم إعداد مناهج جديدة تلائم التغير الحاصل. كما تم التأكيد على تقنية المعلومات ووضعت وزارة التربية خطة لتطبيقها في فترة 1996-1999. وهناك خطة محلية جديدة لمرحلة ما بعد التأهيل ومرحلة التعليم الخاص بالكبار.(1) أما بالنسبة إلى إصلاح نوعية التعليم العالي في النرويج فيهدف إلى تحقيق استقلال أكثر مما يؤدي إلى وضع مسؤولية أكبر على المؤسسات وتأمين مزيد من الحقوق للطّلاب سواء في نوعية الفصول أو تمويل الدراسة، ويضع نظام جديد للدرجات سواء لدرجات البكالوريوس أو الماجستير كعناصر قياسية. ويؤكد بشدة على التدويل وتبادل الطلاب. وتعد هذه هي العناصر الأساسية في عملية إصلاح التعليم العالي. وكان إصلاح عام 1991 قد أعطى الأولوية لتوسيع التعليم العالي ليستوعب الأعداد المتزايدة من الطلاب ولكن بعد عدة سنوات بدأ عدد الطلاب بالتناقص وأصبح التركيز على التعليم مدى الحياة. كما أن التّحديات من القطاع الخاص جعلت النظام الاقتصادي والقانوني لمؤسسات التعليم العالي يبدو قديما. إضافة إلى إعاقة عقد النشاطات والتعاون مع المؤسسات الخارجية. وظهور الحاجة إلى إدارة جامعية أقوى. فأصبحت الحاجة إلى التغيير واضحة لدى رؤساء الجامعات. (2)
وفي عام 1998 قيّم المجلس الإطار الموجود لعقد النشاطات ونصح الوزارة بتغيير النظام بشكل جذري. وقد توبعت مقترحات المجلس من قبل لجنة MJ S التي تم تعيينها في نيسان عام 1998 وهي مؤلفة من أكاديميين وطلاب وصناعيين واتحاد العمال والإدارة الإقليمية. وقادت الاتصالات بين المجلس النّرويجي للجامعات والمجلس النّرويجي لكُليّات الدولة في عام 98-99 إلى التفاهم العام على التعاون المؤسساتي في قطاع التعليم العالي كما أن الحاجة إلى تعدد المؤسسات وأهمية التركيز على البحث والنّوعية في التعليم العالي أدى إلى اندماج المجلسين في مجلس سُمّي المجلس النرويجي للتعليم العالي وتم ذلك في أيار عام 2000 في نفس اليوم الذي عمم فيه تقرير لجنة MJ S وقد قدم هذا التقرير للبرلمان النرويجي في آذار عام 2001 وسيتم العمل به قبل بداية العام الدراسي 2003-2004. وقد تم التأكيد بشدة على حاجة المؤسسات لأن تنظم وتتكيف بشكل مستمر مع متغيرات ومطالب البيئة الاجتماعية، والدعوة إلى درجة عالية من الاستقلال للمؤسسات. ومن أهم التوصيات:
• يجب أَن تنظّم مؤسسات الدّولة للتعليم العالي ككيانات قانونية منفصلة موافقة للقوانين الخاصّة.
• عندما تنظم المؤسسات ككيانات قانونية منفصلة فإن الاحتياطات الموجودة تكون مرتبطة بانقطاع الدفع وسيحافظ على حق الأفضلية لمراكز الدولة الأخرى لمدة ثلاث سنوات بعد تحويل المؤسسات.
• تنظيم المهام مرتبط بالإدارة من قبل المالكين والإدارة الإجمالية للتعليم العالي والبحث تكون من قبل الوزارة. (1)

## المسؤولية والإدارة
يقوم كل من البرلمان النرويجي والحكومة النرويجية بتحديد الأهداف والميزانية الخاصة بالتعليم وتعد وزارة التعليم والأبحاث والكنيسة من أكبر الوكالات المسؤولة عن شئون التعليم ومسؤلة عن وضع الخطط التعليمية القومية وهناك مستوي تعليمي موحد يتم الحفاظ عليه من خلال سن القوانين ومن خلال المناهج الدراسية القومية. ويوجد في كل مقاطعة مكتب وطني للتربية ويبلغ إجمالي عددها 18 مكتب مهمتها تنفيذ وظائف الحكومة المركزية على مستوى إقليمي.(2)
ويتعاون مكتب الحكومة المركزي التربوي مع المقاطعة والبلديات. وتحاول هذه المكاتب تأمين تربية ملائمة للأطفال والشباب وفق الشروط القانونية وكذلك مراقبة المدارس وتزويد مراحل التعليم العالي بالإمكانيات الكافية.
كما أسس مركز وطني للمصادر التّربوية بغرض تطوير المادة التّربوية وتزويد المعلومات والخدمات الأخرى لمستخدمي النظام التّربوي.
وقد تم في السنوات الحالية انتداب قسم خاص لاتخاذ القرارات وتحمل المسؤليات عن طريق الحكومة المركزية للبلديات وحكومات المقاطعات
بحيث تكون البلدية مسؤولة عن التعليم الابتدائي والتعليم الثانوي الأدنى
والسلطة الحكومية مسؤولة عن التعليم الثانوي ويتم كل هذا وفقا للإطار العام الذي تم تحديده من قبل عن طريق الوزارة ولكن للمدرسين وحكومات البلديات الحق في تحديد أي أسلوب دراسي يتبعوه والأدوات الدراسية المستخدمة. وتكون الحكومة مسؤولة عن الجامعات والمعاهد كما تقدم الحكومة المعونات والمساعدات للمدارس الخاصة بالتعليم الابتدائي والثانوي الأدنى.(1)

## لنظام التربوي النروجي
يشمل النظام التربوي في النروج:
• التعليم الإلزامي (المرحلة الابتدائية والمتوسطة) مدتها عشر سنوات من عمر 6 حتى 16 سنة.
• التربية الثانوية العليا (تعليم عام ومهني) مدتها ثلاث سنوات من عمر 16 حتى 19سنة.
• التعليم العالي (جامعات وكليات).
• التعليم الإلزامي، طبّقت النرويج التعليم الإلزامي منذ أكثر من 250 عام.
حيث قدمت في عام 1889 سبع سنوات من التعليم الإلزامي وفي عام 1969 مددته إلى تسع سنوات.
وفي عام 1997 تم تخفيض سن الالتحاق بالتعليم الإلزامي فأصبح بعمر الست سنوات وتمت زيادة فترة الإلزام لتشمل 10 سنوات.(2)
و تقسم هذه العشر السنوات إلى:
• المدرسة الابتدائية من مرحلة الروضة وحتى الصف الرابع.
• المدرسة المتوسطة من الصف الخامس حتى الصف السابع.
• المدرسة الثانوية الدنيا من الصف الثامن حتى الصف العاشر.
التعليم الإبتدائي والثانوي الأدنى: التعليم الإبتدائي والثانوي الأدنى في النرويج مبني على مبدأ الوحدة والمساواة بمعنى أن التعليم يكون موحد لجميع الطلاب النرويجيين وبذلك يشترك جميع الطلاب في هذة المراحل في إطار تعليمي واحد من حيث الثقافة والقيم والمبادئ التعليمية، أي لا يوجد اختلاف من فرد إلى آخر من حيث اختلاف المناهج التعليمية.
ونتيجة لقلة عدد السكان النرويجيين ولكونهم يسكنون في مناطق متفرقة فإن 40% من مدارس المرحلتين الابتدائية والثانوية الدنيا تكون أعداد الطلاب فيها قليلة جدا مما يؤدي إلى أن الطلاب يشتركون في فصول واحدة ويكون من المألوف أن يتشارك أطفال من صفوف مختلفة في قاعة دراسية واحدة. كما أن العديد من المدارس الابتدائية والثانوية الدنيا تجمع في مدرسة واحدة ويعلم فيها كل مستويات المرحلة الإلزامية بسنواتها العشرة.
ولضمان حصول الطلاب في المرحلتين الابتدائية والثانوية الدنيا على التعليم الوافي لكافة الشروط الموضوعة من قبل الوزارة وتحقيق كافة الأهداف المرجوة من هذه الخطط التعليمية قامت الوزارة بوضع خطة لزيادة الكفاءة التعليمية للفترة ما بين 1996 وحتى سنة 2000 وفي هذة الخطة يتم تركيز الإنتباه على تدريبات مدرسي هاتين المرحلتين.
ومن عام 2000 وحتى عام 2003 كانت الخطة الموضوعة تهدف أساسا إلى تطوير وزيادة كفاءة المرحلة الثانوية الدنيا بشكل خاص وإعطائها الأولوية في التطوير والإصلاح.
ومواد المدرسة الابتدائية والثانوية الدنيا تشمل:
• المسيحية والديانات العامّة والتربية الأخلاقية.
• اللغة النرويجية.
• الرّياضيات.
• الدراسات الاجتماعية.
• الفنون والمهن اليدوية.
• الطبيعة وعلم البيئة.
• اللغة الإنجليزية. (1)
• الموسيقى.
• الاقتصاد المنزلي.
• التربية البدنية.
وبالإضافة إلى تلك المواد هناك فترة زمنية محددة لاختيارات الطلاب وهذه الفترة أو الساعات الإضافية موزّعة على كل مرحلة ومن الممكن في المدارس الابتدائية والثانوية الدنيا أخذ بعض الوقت من الجدول الزمني الخاص بكل المواد واستخدامه لتقديم هذة الفترة الزمنية التي تخص دراسات الطالب الاختيارية. والخيارات تشمل واحدة من ثلاثة بدائل:
• لغة اختيارية، حيث يمكن للطلاب اختيار لغة أجنبية ثانية بالإضافة إلى اللغة الإنكليزية كالألمانية والفرنسية وغيرها من اللغات وذلك طبقا للحاجات المحلية والإقليمية.
• دراسات مكملة للغة: من الممكن أن يقوم الطالب باختيار نوع من الدراسات المكملة والتعمق في اللغة الأساسية التي تم اختيارها.
• القيام بمشروع عملي اختياري: وهذا النشاط يقوم به الطلاب بالتعاون مع بعض وليس بشكل فردي.
وتعرض إرشادات المنهج الدراسي المواد التي ينبغي تعليمها ومخطط كل مادة من المفترض على التلاميذ العمل بها. وتزداد كمية الأموال العامة المصروفة من مستوى إلى مستوى وتصل إلى القمة في المستوى الثانوي الأدنى. وفي نفس الوقت يتوقع من المدارس أن تكيف الإرشادات تبعا لحاجاتها الخاصة وأن تكيف التعليم تبعا للظروف المحلية وحاجات الطلاب الفردية
ويعد تعلم اللغة الإنكليزية إلزامي. أما بالنسبة إلى الطلاب الصم فإن الخطة الدراسية الموضوعة تتضمن دراسة لغة الإشارات كلغة أولى واللغة الثانية هي اللغة النرويجية بالإشارات وهناك مقررات مخصوصة لهؤلاء الطلاب في الفنون والمسرح والإنكليزي. (1)
-التلاميذ ذوي الحاجات الخاصة: التلاميذ ذوي حاجات التعليم الخاصة لديهم الحق في تربية خاصة مطابقة للتقييم المحترف.
الخدمة النّفسية التّربوية البلدية (PPT) لديها مسؤوليات استشارية.
وتساعد مراكز التسلية البلديات والمدارس في عملهم مع الأطفال والشباب والبالغين ذوي الحاجات الخاصّة. وتطور المراكز كفاية أصول التدريس الخاصة عبر مسح الحاجات والتدريب والنصح وتطوير الجهود.
برامج بعد المدرسة لأطفال المدارس(sfo): في العديد من الأسر كلا الوالدين يعمل. والأسر الأخرى يكون فيها أحد الوالدين عاملا.
فإذا كان لديهم أطفال في الصفوف الدنيا من المدرسة الابتدائية.
يصبح لديهم حاجة لرعاية الطفل قبل وبعد اليوم المدرسي القصير نسبيا.
هذه المراكز تقدم البيئة الآمنة والمنشطة حيث يمكن للأطفال أن يلعبوا ويشاركوا في النّشاطات المتعدّدة.
و تقام مراكز (sfo) في المدارس أو بالقرب منها.
في عام 1995 توفرت هذه المراكز بنسبة 85% في البلديات وهناك توجه لتحقيق نسبة 100% عام 1997. وتغطي روضة الأطفال الحالية حوالي 80% من الأطفال في سن 6 سنوات و 55% للأطفال الأصغر سنا.
كما توجد لجنة والدية وطنية للمدارس الابتدائية والثانوية الدنيا (FUG) وهدفها أن ترقى بالتعاون بين البيت والمدرسة ويكون لها دور استشاري.
التربية لتلاميذ سامي: تراث سامي من التقاليد والحياة الاجتماعية هو جزء من التّراث النّرويجي والشّمالي العام لذلك ينبغي على كل التلاميذ أن يطلعوا عليه. والتّربية لتلاميذ سامي ستجعلهم فخورين بتراثهم الخاص كما تسعى إلى ترقية لغة سامي وهويتهم، وتعطيهم الفرصة أن يشاركوا بشكل نشيط في المجتمع وتستلم كل مستويات التربية. ويتم دعم الكتب المدرسية الخاصة بمدارس سامي. وتقع على مدرسة سامي الثانوية العليا مسؤولية خاصّة لتدريب مربين سامي. وجامعة ترومسو (Universitetet i Tromsø) مسؤولة عن لغة ودراسات تلاميذ سامي. (1)
التعليم الثانوي العالي: هي مرحلة التعليم التي تقع بين المرحلة الثانوية الدنيا وبين مرحلة التعليم العالي الجامعي وفيها يقوم الطالب بدراسة مواد دراسية تعطي كفاءات مهنية ودراسية أعلى من تلك التي حصل عليها في المرحلة التي قبلها.
ومنذ خريف 1994 كل طالب يتراوح عمره بين 16 و 19 سنة له الحق القانوني في الالتحاق بهذه المرحلة التعليمية والتي بعد إتمامها يمكنه الالتحاق بالتعليم الجامعي أو الالتحاق بالتعليم الفني والمهني (الدراسات الحرفية)
والبلديات مُجبرة قانونيا بمتابعة الشباب الذين تترواح أعمارهم بين سن 16 و 19 سنة والذين لم يلتحقوا بأي مدرسة أو لم يحصلوا على عمل.
وللتلاميذ المعوّقون الحق بأكثر من ثلاث سنوات من التّربية في هذا المستوى.
التربية الأكاديمية والتدريب المهني: جعلت التربية الثانوية العليا متوفرة في جميع أنحاء النروج لضمان حصول جميع الشباب على فرصة متساوية في الوصول إلى هذا المستوى من التعليم والتدريب.
حتى إصلاح عام 1976 كان هناك مدارس متنوعة تعرض أنواع مختلفة من التّربية والتدريب، لكن هذا قد استبدل بنظام وحيد يزوّد بكل من التربية الأكاديمية والتدريب مهني، وغالبا يتم في نفس بناء المدرسة.
ويتم الاهتمام بنفس الدرجة بكل من التربية النظرية والتدريب العملي.
وتوزع المواد إلى 13 قسم للدراسة منذ السنة الأولى. ويتم التخصص في السنوات اللاحقة.
وقد تم دمج التدرب على الصناعات في النظام التربوي للمدرسة الثانوية العليا.
ويتم الأمر من خلال دمج الحضور للمدرسة والعمل.
في السنتين الأوليتين تعطى التوجيهات في المدرسة بينما التخصص النهائي فيعطى كتدريب على العمل.
وفي حال لم يوجد تدريب على المهن الخاصة، فإنه يتوجب على المقاطعة أن تقدم تدريب متخصص في شكل فصل متقدّم في المدرسة.
والفصول الأساسية المقدمة هي:
•• دراسات الأعمال.
• دراسات الموسيقى والمسرح والرقص. (1)
• الرياضة والتربية البدنية.
• الصحة والدراسات الاجتماعية.
• الفنون، دراسات الحرف والتصاميم.
• الزراعة، دراسة الصيد وعلم الغابات.
• الفندق، الطبخ، الخدمة وتقديم الطعام.
• التعمير ومهن البناء.
• الخدمة ومهن البناية التّقنية.
• المهن الكهربائية.
• الهندسة والمهن الميكانيكية.
• الكيمياء.
• النجارة.
وقد تم تحضير مناهج جديدة للفصول الأساسية وتعليمات منهجية للتكيف التربوي للخطط التربوية.
كما تم إعداد خطة للتعليم المستمر للأشخاص الذين يعملون مع التربية الثانوية.
وقاد الإصلاح أيضا إلى معايير وتنظيمات جديدة للاختبارات والامتحانات.
المدارس الخاصة: إن قطاع المدارس الخاصة في النرويج صغير جدا.
فحوالي 98.4 بالمائة من طلاب المرحلتين الابتدائية والثانوية الدنيا ونسبة 96% من طلاب المرحلة الثانوية العليا ملتحقون بمدارس حكومية وليس بمدارس خاصة.
والمدارس الخاصة هي أساسا مدارس مساعدة ومكملة فقط للمدارس الحكومية ومعظم المدارس الخاصة في النرويج يتم إدارتها عن طريق الفرق الدينية أو عن طريق منظمات لها معتنقات وأراء مختلفة للحياة وللتعليم
وبعض هذة المدارس تمنح بعض الإمكانيات الدراسية التي لا تتوفر في المدارس الحكومية.
هناك أيضا بعض الجامعات الخاصة والتي تختص بدراسة الأعمال والصحة والتدريس.
وتأخذ المدارس الخاصة الموثقة الدعم من الحكومة النرويجية. (2)

## 3-التعليم العالي في النرويج

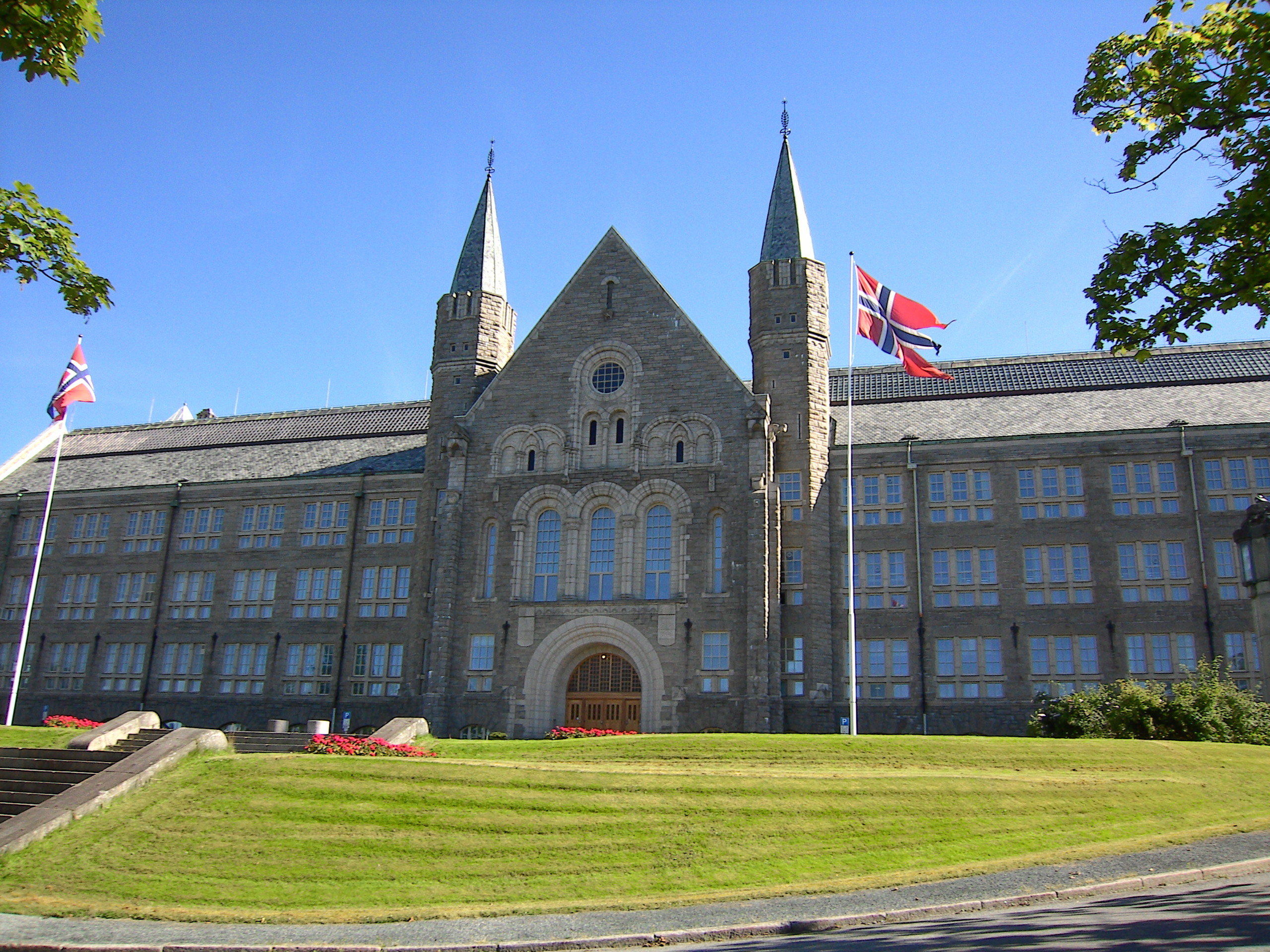
المبنى الرئيسي لجامعة العلوم والتكنولوجيا في تروندهايم.

معظم مرحلة التعليم العالي (الجامعات) تتم في الجامعات الرسمية والتي تحتوي علي حوالي 90 % من مجموع الطلاب الجامعيين في النرويج وهذه الجامعات تتميز بدرجة عالية من التناسق الأكاديمي والإداري
ويوجد في النرويج 4 جامعات و 6 منظمات متخصصة على مستوى الجامعات ومعهدين قوميين للفنون وحوالي 26 معهد جامعي حكومي. تقع الجامعات النرويجية الأربعة في
Oslo, Bergen, Trondheim and Tromsø
وأكبر هذه الجامعات جامعة أوسلو والتي تحتوي على أكثر من 30 ألف طالب وأصغر هذه الجامعات هي جامعة ترومسو والتي تحتوي على حوالي 7000 طالب بينما جامعة بيرغن والجامعة النرويجية للعلوم والتكنولوجيا التي تقع في تروندهايم فيضمان على التتابع حوالي 17 ألف و 19 ألف طالب.
هناك عدد من المنظمات التي تكون على نفس درجة الجامعة وهذه المنظمات التعليمية تحمل نفس المسؤولية التعليمية للبحث والتدريب مثل الجامعات وهي تختص بمجالات عديدة مثل مجال الطب البيطري (جامعة أوسلو) ومجال الزراعة والاقتصاد والإدارة المالية والعلوم الرياضية والفنون المعمارية والموسيقية وتعطي جامعتي أوسلو وبيرغن فصول تعليمية في كافة مجالات الفنون.
ظهرت المعاهد الجامعية الحكومية نتيجة لحركة الإصلاح سنة 1994 حيث قام أكثر من 100 معهد صغير متخصص بالانضمام معا وكونوا وحدات تعليمية أكبر وكان هدفهم الأساسي هو منح برامج تعليمية قصيرة (من حوالي أربع سنوات أو ثلاث سنوات) وهناك أيضا برامج تعليمية أقل من هذه وهناك أيضا معاهد جامعية قامت بإعطاء برامج خاصة بالتحضير للدراسات العليا وهذه المعاهد تقوم بمجهودات كبيرة في مجالات البحث والتطوير وثلاث من هذه المعاهد وهي:
Stavanger, Agder and Bodø
تعطي درجة الدكتوراة في بعض التخصصات وأكبر مجال تعليمي في هذه المعاهد هي مجالات التعليم التربوي والصحة والهندسة والاقتصاد والعلوم الإدارية.(1)
تبعا لنظام الإصلاح الخاص بالتعليم الذي تم عام 2002 فإن جميع المؤسسات التعليمية العليا سوف تحمل لقب (جامعة أو مؤسسات تعليمية بدرجة جامعية، أو جامعات حكومية) ذلك حسب التخصص لكل مؤسسة. هذه المؤسسات تبعا لأي فئة تم إدراجها سوف يسمح لها بإعطاء الفصول التعليمية
وبعض هذه المؤسسات التعليمية يسمح لها بطلب تصاريح خاصة لتحصل على خواص فئة جامعية أخرى غير التي تم تحديدها لهذة المؤسسة.
مثلا الجامعة الحكومية ممكن أن تطلب التصريح للوصول إلى فئة الجامعات لو قامت بتحقيق الشروط المطلوبة.(1)
-شروط الالتحاق بالتعليم العالي: من أهم الشروط الخاصة للالتحاق بمرحلة التعليم العالي إتمام مرحلة الثانوية والنجاح فيها وهناك أيضا بعض الشروط الأخرى المكملة لهذا الشرط من الممكن ان يؤخذ بها وهناك بعض مجالات التعليم العالي تحتاج إلى بعض الشروط الأخرى والمكملة لهذا الشرط التي يجب أن تتوافر في الطالب حتى يتم قبوله
ويتم منح الشهادة الثانوية بعد اتمام 12 سنة من التعليم وتم إضافة سنة أخرى بعد عام 1997 لتصبح 13 سنة من التعليم (2)
-التعليم العالي الخاص: يتم تنظيم التعليم العالي في المؤسسات الخاصة عن طريق القانون الخاص بالمنح الدراسية المعطاة إلى المؤسسات التعليمية العليا الخاصة وأيضا بسبب أحقية هذه المؤسسات بتقديم الاختبارات الدراسية (الامتحانات). تبعا لقانون 1 يناير سنة 2003 فإن على المؤسسات الخاصة أن تقوم بأخذ الموافقة على كافة المناهج التعليمية والفصول التي تقدمها وأكبر المجالات التعليمية في التعليم العالي الخاص هي مجال الاقتصاد والعلوم الإدارية ودراسات علم الدين والصحة والتعليم التربوي (إعداد المدرسين)(3)
-الدرجات العلمية: يتم الحصول على درجة Høgskolekandidat وذلك بعد إتمام سنتين دراسيتين ويتم الحصول عليها من المعاهد والكليات الحكومية وبعض الجامعات الخاصة. وتعتمد درجة البكالريوس على الحصول على هذه الدرجة الدراسية.
أما بالنسبة إلى درجة البكالوريوس فيتم الحصول عليها من معظم الجامعات الحكومية والمعاهد المتخصصة والجامعات والمؤسسات التعليمية العليا سواء الخاصة أو العامة ويتم الحصول عليها بعد إتمام ثلاث سنوات دراسية ولكن المعهد القومي للفنون يعطي درجة البكالوريوس بعد أربع سنوات دراسية. بالنسبة إلى درجة الماجستير يتم الحصول عليها بعد إتمام عام ونصف من الدراسة ويتم الحصول عليها من معظم الجامعات المتخصصة والجامعات الخاصة والجامعات الحكومية وأهم جزء في الحصول على درجة الماجستير هو الأبحاث التي يقوم بها الطلاب وتأخذ هذة الدرجة العلمية
ما بين 30 إلى 60 ETCTS CREDITS
وطبقا لقوانين الرقابة الدولية تم إدخال اللغة الإنجليزية خلال إعطاء فصول الدراسات العليا والحصول على درجة الدكتوراه وفي معظم الجامعات الخاصة والحكومية. هناك أيضا بعض الشهادات المهنية التي يتم الحصول عليها من معظم الجامعات الخاصة والحكومية والمعاهد المتخصصة ولكن يتم الحصول عليها بعد فترة دراسة حوالي ست سنوات وهي تضم كافة أنواع المهن.
بالنسبة إلى الدكتوراة يتم الحصول عليها بعد إتمام ثلاث سنوات تعليمية من بعد الحصول على الماجستير أو الشهادة المهنية وتكون الدكتوراه عبارة عن برامج للأبحاث تمنح من جميع الجامعات والقليل من الجامعات الخاصة
وبالنسبة للدرجات التي تمنح للطلاب فهناك درجة A وهي الدرجة العليا ودرجة F وهي الدرجة الأقل في مستوى الدرجات والتقديرات وأقل درجة مسموح بها للوصول إلى المرحلة التالية هي درجة E وأيضا من الممكن أن يرسب الطالب ويعطى درجة راسب.
-الوكالة الترويجية لتأمين النوعية في التربية NOKUT: جميع المؤسسات التعليمية العليا تكون تحت إشراف وزارة التعليم والأبحاث ومنذ سنة 2003 تم إنشاء وكالة خاصة لتقييم مرحلة التعليم العالي في النرويج NOKUT والتي سوف تكون مسؤولة عن جودة البرامج التعليمية والمؤسسات التعليمية ويكون لها السلطة على كافة المؤسسات التعليمية العليا في النرويج
فالوكالة النّرويجية لتأمين النّوعية في تربية (NOKUT) تعد كيانا حكوميا مستقلا، وتهدف إلى الإشراف والمساعدة في تطوير نوعية التعليم العالي في النرويج. أماNARIC ENIC فهو المركز النروجي المسؤول عن تزويد المؤسسات الأجنبية والشّركاء بالمعلومات عن النّظام التّربوي النّرويجي ولتمييز مؤهلات التعليم العالي الأجنبية.(1)
-تمويل الطالب: في عام 1947 أسس الصندوق الحكومي للقرض التربوي لتقديم الدعم المالي للطلاب على شكل قروض ومنح للمدرسة الثانوية العليا و التدريب المهني والتعليم العالي. يمكّن القرض الطلاب والتلاميذ من التعلم بصرف النظر عن خلفيتهم الاقتصادية والاجتماعية. كما تقدم المساعدة المالية للدراسات خارج النروج.
تعليم البالغين:
إن الفرص التربوية للبالغين والتعليم مدى الحياة يعدان من الأمور الأساسية في السياسة التربوية النرويجية حيث تهدّف إلى رفع المستوى التعليم العام لدى كل السّكان البالغين. فالأعمال في الوقت الحالي وفي المستقبل تعتمد بشكل متزايد على قدرات الناس. والمعرفة والإبداع هما العنصر الأساسي في الإنتاجية. لهذا يتم التأكيد على تعليم البالغين وتدريبهم. وبالإضافة إلى كسب المهارات المفيدة للعمل يخلق تعليم بالغين قاعدة للاهتمامات الاجتماعية والثّقافية والاشتراك الدّيموقراطي في نشاطات وقت الرّاحة. تم وضع خطة وطنية لتعليم البالغين تهدف إلى زيادة المرونة في قوة العمل العامة. وتامين فرص أكثر مساواة واحتمالات أفضل للفرد للحصول على مؤهلات مناسبة.
وخلال إصلاح عام 1994 أصبح البالغون يحصلون على فرص تربوية أفضل لأن التعليم يستند إلى وحدات قياسية وهناك طرق مختصرة يمكن أن تتخذ. قرر البرلمان النروجي بأن للبالغين الحق القانوني في الحصول على التعليم الإبتدائي والثانوي الأدنى والأعلى. وتم تطبيق حق البالغين بالتعليم الثانوي الأعلى في خريف عام 2000. بينما الحق بالتعليم الابتدائي والثانوي الأدنى طبق في آب عام 2002.(2)
ومؤخرا تم بذل جهود كبيرة لتأمين فرص تربوية للبالغين الذين يعانون من صعوبات مثل التقصير المدرسي أو اضطرابات عقلية أو جسدية أو صعوبات في القراءة أو الكتابة أو عدم قدرة على التكلم باللغة النرويجية. وتتحمل مسؤولية تعليم البالغين كل من الحكومة وجمعيات تعليم البالغين.
حيث تتحمل البلديات مسؤولية تعليم البالغين بحدود مستوى المدرسة الثانوية الدنيا بينما تتولى المقاطعات المستوى الثانوي العالي.
-جمعيات تعليم البالغين: جمعيات تعليم البالغين هي جمعيات طوعية خيرية غرضها الرئيسي هو تعليم بالغين. ومن أمثلتها الجامعة الشّعبية وجمعية العمّال التّربوية في النرويج AOF. يتم فيها تعليم مواضيع متعددة، تتغير من فصول الترفيهية إلى مواضيع بمستوى الكلية والجامعة أو تلك التي تعطي مؤهلات للعمل.و يتم تأهيل اثنان وعشرون جمعية تعليم بالغين للحصول على إعانات حكومية مالية.
-مدارس ثانوية شعبية: هناك حوالي 80 مدرسة ثانوية شعبية في النرويج ولديهم مسؤولية مجموعة مؤلفة من 7 آلاف تلميذ. أغلب المدارس الثانوية الشّعبية مدارس داخلية تابعة ومسيرة من قبل المجموعات الدينية، أسس مستقلة أو هيئات بلدية. وتقدم هذه المدارس فصول تربوية عامّة للشباب والبالغين، لكنها لا تفضي إلى مؤهلات منهجية .(1)
-الأقليات: إن زيادة الهجرة إلى النروج أدّت إلى زيادة عدد الطلاب الذين يتحدثون بلغات غير النرويجية وقد فرض المجلس السياسي على المدارس أن تقوم بتوفير التعليم والمناهج التعليمية لتلك الأقلية حتى تستطيع أن تواصل التعليم في النروج والحصول على مهن مناسبة.(2)
-التعليم عن بعد: التعليم عن بعد منتشر في النرويج والنوع التقليدي منه هو الدراسة عن طريق المراسلة ولكن نتيجة التطورات فقد تم ظهور العديد من البرامج التي تخدم هذا النوع من الدارسة. وقد تم تأسيس أول مؤسسة نرويجية للتعليم عن بعد عام 1914 ولاحقا أصبحت النروج أول دولة تضبط التعليم بالمراسلة من خلال البرلمان وذلك عام 1948 ومنذ ذلك الوقت أصبح التعليم عن بعد مميزا كجزء هام في النظام التربوي. وعلى الغالب يتم تنظيمه من قبل مؤسسات خاصة وافقت عليها الحكومة وهذه المؤسسات مدعومة بعدة طرق من قبل الحكومة بالمشاركة مع نظام المدرسة العام. معظم طلاب التعليم عن بعد يتلقون منح حكومية لتغطية أجزاء من أجور الفصل.(3)
منذ عام 1970 دمج التعليم عن بعد بالدعم الحكومي المتزايد لتعليم البالغين والتعليم مدى الحياة.
ويتميز التعليم عن بعد اليوم بتنوع كبير في البرامج، أوساط وتطبيقات تكنولوجية، وأنشطة بحث، وتنافس وتعاون بين المنظمات من أكثر الوسائط شيوعا:
1. المعلومات المبلغة بواسطة البريد الأرضي والطباعة لفصول المراسلة.
2. الاتصال بالمرشد تلفونيا أو من خلال مؤتمر سمعي.
3. أشرطة سمعية للعروض والأمثلة والاتصالات الثنائية.
4. أشرطة فيديو للعروض.
5. التلفزيون لتوزيع وإذاعة المعلومات عن طريق الأقمار الصناعية أو الكابل.
6. الرّاديو للإذاعة المحلية والوطنية
7. مؤتمرات على الفيديو
8. المعلومات المبلغة بواسطة الكمبيوتر.
9. صفوف محلية وجها لوجه وبحوث في نهاية الإسبوع.
10. مجموعات دراسة محلية.(1)

في كل عام أكثر من 40 ألف طالب يحصلون على الشهادة عن طريق التعليم عن بعد من خلال أكثر من 14 مؤسسة تعليمية موثقة وفي خلال الأعوام القادمة سوف يقوم التعليم عن بعد بتوفير حلول بديلة وتسهيلات مرنة لتلبّي الرغبة في إكمال مراحل التعليم والتدريب .(2)

## العناية بالطفولة المبكّرة في النرويج
إن عدد مراكز العناية اليومية، والتي تشكل حجر الزاوية في النظام النرويجي لتربية ورعاية الطفولة المبكرة، قد تزايد بشكل هائل خلال العقدين الماضيين.
ففي عام 1980 انضم حوالي 78 ألف طفل إلى مؤسسات ECEC بينما وصل العدد عام 1999 إلى 193 ألف طفل.
و قد تم بذل جهود كبيرة لتطوير نظام مؤسساتECEC.(3)